# Inch by Inch
Inch by Inch é um filme pornográfico de 1985, dirigido, escrito e produzido por Matt Sterling,, fotografado por Nick Eliot e Doug Williams, e editado por Paul James, estrelando  Jeff Quinn, Doug Jensen, e Tom Brock. Com duração de 64 minutos, o filme foi relançado em DVD pela Falcon Studios.

## Roteiro
Tony Stefano encontra Steve Henson e Mike Raymond invadindo seu apartamento. Após entrar em acordo com eles, Tony vai para sua cama e fantasia uma cena a três. Enquanto isso, os outros quatro estão engajados em uma orgia no telhado do edifício. No cenário seguinte, Mike Raymondvoyeuriza Tom Brock pela janela e tem relações com ele. Na última cena, Jim Pulver e Jeff Quinn têm relações em um vagão vazio no metrô. O filme termina com Tom Brock descendo até o metrô seguido do texto: "The non-stop excitement continues.... [com Tom Brock ...andando] no próximo filme de Matt Sterling, a ser lançado em fevereiro de 1986".
Cenas
- Cena 1: Tony Stefano, Steve Henson, e Mike Raymond
- Cena  2: Mark Miller, Christopher Lance, Bill Joseph, e Kevin Luken
- Cena  3: Steve Wright, Doug Jensen, e Toby Matson; Tony Stefano, fantasizing
- Cena  4: Mike Raymond e Tom Brock
- Cena  5: Jim Pulver e Jeff Quinn

## Recepção
Keeneye Reeves marcou esse filme com três de quatro estrelas, classificando como  "quente e simples filme da era pré-camisinha que vale a pena ser visto duas vezes", embora tenha criticado a nova edição por ser muito curta e ter um final sem graça.
O avaliador da Rad Video marcou o filme com quatro de cinco estrelas, embora também tenha apontado sua curta duração, em contrapartida dos bons atores e cenas bem feitas. Mark Adnum do Outrate.net, chamou o filme de "uma obra-prima do pornô gay embalada com muito sexo e os caras quentes ".Ambos comentadores encontraram em seu fim de uma provocação para uma próxima sequência que nunca aconteceu.
No livroThe Culture of Queers (2002), Richard Dyon chamou a cena do metro uma mistura "de realism e do 'cinema clássico'".Dyon observou: a filmagem da produção "de um vagão do metrô pareceu "clean" e menos sujo que o atual metrô, pois o grafite nas paredes "eram muito limpos e apropriados para serem verdade." Entrementes ele achou as cenas bem ensaiadas e bem filmadas, trazendo de forma verossímil o "abandono e a fome sexual" como parte do realismo do sexo anônimo.
O diretor Matt Sterling separou duas cenas do filmes com suas favoritas para compilação dos seus trabalhos, Best of All: a cena voyeurismo na janela com Tom Brock e Mike Raymond, e cena do metrô com Jim Pulver e Jeff Quinn.
Em 1986, Inch by Inch ganhou dois Gay Producers Association Award para Best Video e Best Newcomer (Nick Eliot) e um Adam Film World award para Gay Movie of the Year.

## Livros
- Escoffier, Jeffrey. Bigger Than Life: The History of Gay Porn Cinema from Beefcake to Hardcore. Philadelphia, PA: Running Press Book Publishers, 2009. ISBN 978-0-7867-20101.Unabridged edition.
- Dyer, Richard. The Culture of Queers. London: Routledge—Taylor & Francis, 2002. Hardcover: ISBN 0-415-22375-X. Paperback: ISBN 0-415-22376-8.